# 蘇翊傑
蘇翊傑（1987年1月28日—）為臺灣男子籃球運動員，場上位置為控球後衛。

## 籃球生涯

### SBL時期
2005-2010年效力於達欣隊，2010-2012年效力於台灣大籃球隊。
得過新人王與助攻王，以及年度最佳五人。
2013年開始效力於台灣啤酒籃球隊，背號由以前的4號改為13號。
在2017年回到達欣隊，與達欣續約1年。2017年8月23日跟達欣再續約1年。
17日確定跟台北達欣完成1年續約，連3年都待老東家效力，達欣第16季的陣容也大致底定。

### CBA時期
2012年投入中國CBA聯賽，效力於新疆隊。

### 重返SBL
2019年8月21日，於個人Instagram上宣布自籃壇退休。

### T1聯盟
2021年9月3日，T1聯盟桃園雲豹宣佈蘇翊傑出任總經理。
2022年4月10日，桃園雲豹宣布總教練王志群自請離職，職務由總經理蘇翊傑代理至賽季結束。5月16日，蘇翊傑代理執教5場比賽後，桃園雲豹宣布技術顧問劉嘉發接任總教練。10月28日，桃園雲豹宣布總經理蘇翊傑新賽季將兼任球員。12月19日，蘇翊傑宣布請辭總經理職位。12月24日，蘇翊傑以球員身份復出的初登板，上場了33分鐘52秒，全場14投7中，繳出17分、6助攻、4籃板的成績。
2023年3月，蘇翊傑因左小腿肌肉撕裂，2022–23賽季報銷。4月26日，蘇翊傑表示正式地離開桃園雲豹。
| 年度           | 球隊     | 例行賽 | 例行賽 | 例行賽 | 例行賽 | 季後賽 |
| 年度           | 球隊     | 場數   | 勝場   | 敗場   | 勝率   | 季後賽 |
| -------------- | -------- | ------ | ------ | ------ | ------ | ------ |
| 2021年－2022年 | 桃園雲豹 | 5      | 1      | 4      | .200   |        |

## 外部連結
- 蘇翊傑的Instagram帳戶
- 蘇翊傑在fiba.basketball（英语）
- 蘇翊傑在archive.fiba.com（archived）（英语）
- 蘇翊傑在中国男子篮球职业联赛
- 蘇翊傑在Basketball-Reference.com（國際）（英语）
- 蘇翊傑在Eurobasket.com（球員）（英语）
- 蘇翊傑在RealGM（英语）
- 蘇翊傑在Proballers（英语）
- 蘇翊傑在中国篮球数据库（新浪网）